# Marjan Kozina

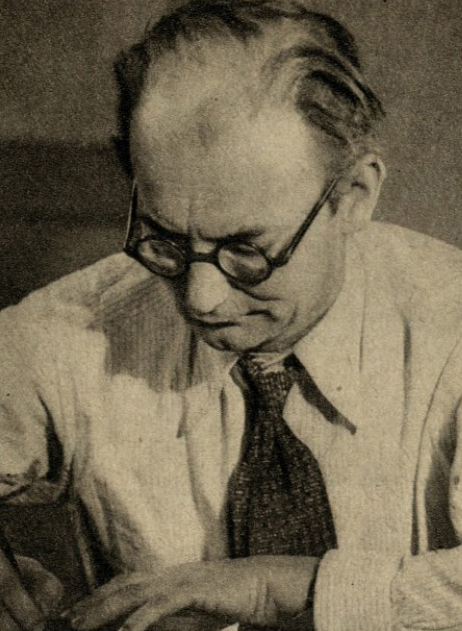
Marjan Kozina, 1948

Marjan Kozina (* 4. Juni 1907 in Novo mesto, Slowenien; † 19. Juni 1966 ebenda) war ein slowenischer Komponist.

## Leben
Geboren im Unterkrainer Novo mesto (dt. Neustadtl oder Rudolfswerth) im damals zu Österreich-Ungarn gehörigen Slowenien, stammte Kozina aus einem musikalischen Elternhaus. Sein Großvater war der Historiker Juri Kozina, sein Onkel der Chorleiter, Pädagoge und Schriftsteller Pavel Kozina. Sein Vater Jurij Kozina war Präsident der Musikgesellschaft „Glasbena matica“ von Novo mesto. Während der Gymnasialzeit erhielt Marjan Kozina Musikunterricht bei dem Komponisten und Organisten Ignacij Hladnik. Parallel zu einem ab 1925 erfolgten Studium der Mathematik und theoretischen Physik an der Universität Ljubljana begann Kozina eine Ausbildung in Violine bei Jan Šlajs am Konservatorium von Ljubljana (der nunmehrigen Musikakademie Ljubljana). 1928–1930 absolvierte er an der Wiener Musikakademie ein Kompositionsstudium bei Joseph Marx, anschließend ging er für weitere Studien in Komposition bei Josef Suk und in Dirigieren bei Nikolai Andrejewitsch Malko nach Prag. 1932–1934 wirkte er als Korrepetitor und Dirigent an den Opernhäusern von Zagreb, Ljubljana und Maribor, ehe er ebenda Dirigent, Lehrer und Schulleiter von „Glasbena matica“ von Maribor wurde, die mit ihrem Chor, Orchester und einer Musikschule eine der wesentlichen Musikinstitutionen der Stadt darstellte. 1935 heiratete er die Pianistin Neda Adrijanič, die er bereits aus seiner Schulzeit kannte und die wie er in Prag studiert hatte. Mit ihr hatte er die Kinder Jurij und Metka. 1940–1943 war Kozina Assistenzprofessor, 1945–1947 Dozent an der Belgrader Musikakademie.

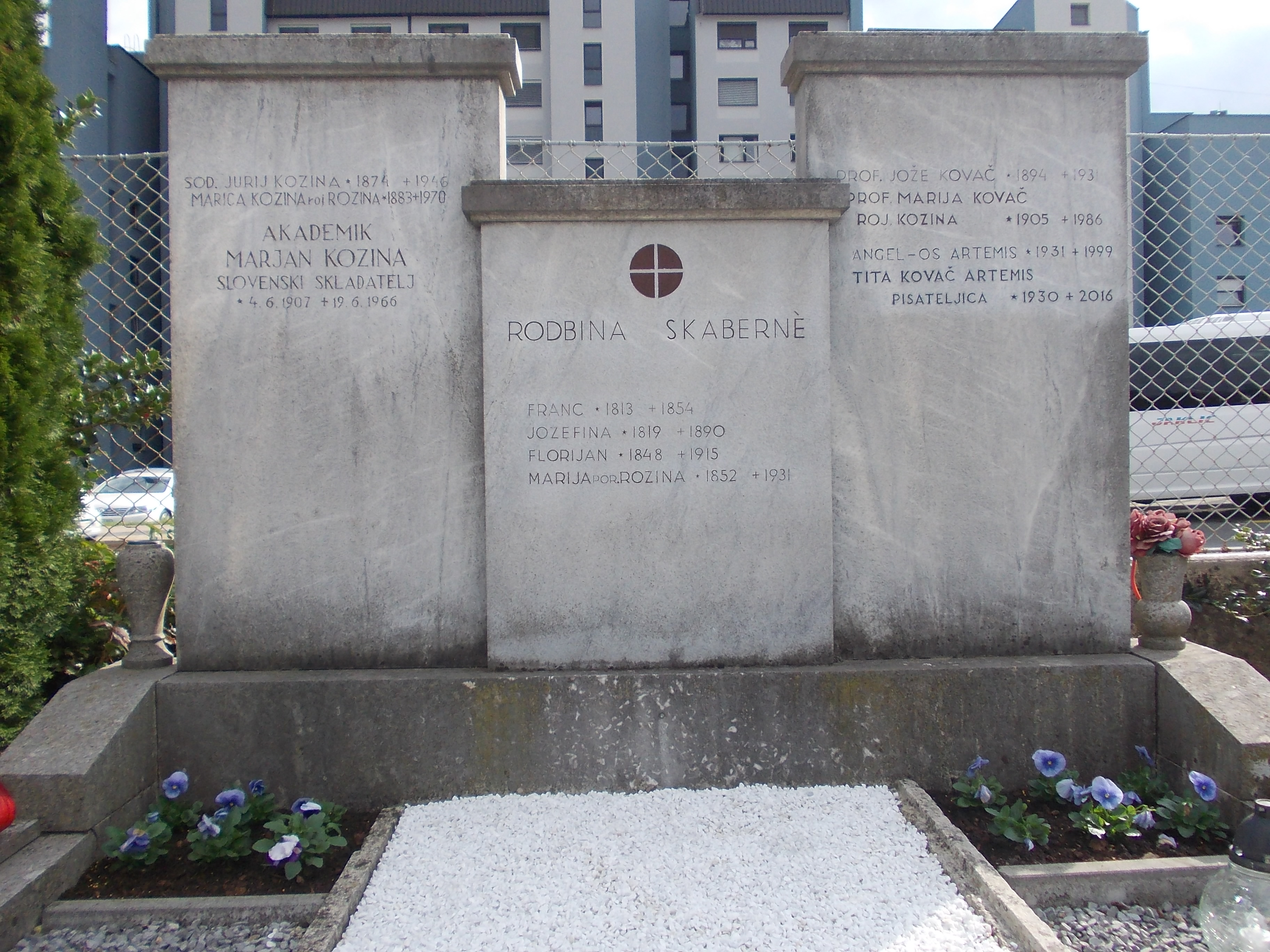
Marjan Kozina, Grab auf dem Ločna-Friedhof in Novo Mesto

Während des Zweiten Weltkriegs wurde Kozinas Belgrader Wohnung bei Bombenangriffen schwer beschädigt, seine Frau wurde wegen Schmuggels eines Flugzettels einer tschechischen Widerstandsgruppe von der Gestapo verhaftet und 1941/1942 für mehrere Monate im Konzentrationslager Banjica interniert. Kozina selbst schloss sich im September 1943 den slowenischen Partisanen (XVIII. Division) an. Zuvor vergrub er die Partitur seines Hauptwerks, der soeben fertiggestellten Oper Ekvinokcij im Garten seiner Eltern, um deren mögliche Vernichtung zu verhindern. Ein Jahr nach Kriegsende konnte das Werk im Mai 1946 schließlich am Opernhaus Ljubljana uraufgeführt werden. 1948–1950 war Kozina erster Intendant des neugegründeten Orchesters der Slowenischen Philharmonie. 1950 wurde er außerordentlicher Professor für Komposition an der Musikakademie in Ljubljana, 1951–1960 war er dort Professor. Zudem betätigte er sich als Autor und als Übersetzer mehrerer Bücher zu Musikthemen, aber auch im Bereich der Belletristik. Zunehmende schwere gesundheitliche Probleme zwangen Kozina, vorzeitig in den Ruhestand zu treten. Auch konnte er aus diesem Grund verschiedene begonnene Projekte und eine geplante Weltreise nicht ausführen. Slowenien verließ er nur mehr selten, vor allem um zu Aufführungen von Ekvinokcij zu fahren oder sich in Krankenhäusern in Österreich und Italien behandeln zu lassen. Er starb unmittelbar nach der Rückkehr von einer Ekvinokcij-Premiere in Prag 59-jährig in seiner Heimatstadt Novo Mesto und wurde auf dem dortigen Ločna-Friedhof bestattet.
In Anerkennung seines Lebenswerkes trägt der seit 1994 vom slowenischen Komponistenverband vergebene höchste slowenische Musikpreis den Namen Kozina-Preis. In Novo mesto wurden 1970 eine Straße und 1971 die Musikschule nach ihm benannt. 1971 wurde eine von Zdenko Kalin gestaltete Bronzebüste vor der Miran-Jarac-Bibliothek der Stadt enthüllt, 1982 eine von Bojan Kunaver gestaltete Büste im Auditorium der Musikschule. 2001 und zur Würdigung des 100. Geburtstages 2007 wurden musikwissenschaftliche Symposien veranstaltet. 2008 wurde anlässlich des Jubiläums der Slowenischen Philharmoniker der große Konzertsaal des Gebäudes der Philharmonie in Ljubljana nach Kozina benannt.

## Preise und Auszeichnungen (Auswahl)
- 1948: Prešeren-Preis für die Oper Ekvinocij
- 1953: Ordentliches Mitglied der Slowenischen Akademie für Wissenschaften und Künste (Slovenska akademija znanosti in umetnosti)
- 1956: Trdina-Preis der Stadt Novo mesto

## Werke (Auswahl)

### Bühne
- Majda. Operette (1935) nach dem Stück „Kmečki teater“ (Bauerntheater) von Fran Josip Knaflič, Gesangstexte von Mirko Jelačin, Textneufassung: Igor Grdina (2001)
- Ekvinokcij (Äquinoktium). Oper in vier Akten (1939–1943, rev. 1946 und 1960), Libretto: Marjan Kozina nach dem gleichnamigen Stück von Ivo Vojnović
- Gorjanske bajke (Hochlandmärchen). Ballett in fünf Bildern (1952–1961) nach dem Buch „Bajke in povesti o Gorjancih“ (Märchen und Geschichten aus dem Hochland) von Janez Trdina
- Diptychon. Ballett von Pia und Pino Mlakar nach zwei Sätzen aus der Sinfonie (1952)
- Na gozdnih glasah (Auf den Waldlichtungen). Ballett (1953)
- Triptychon. Ballett von Pia und Pino Mlakar nach drei Sätzen aus der Sinfonie (1962)
- Martin Krpan. Opernfragment, Libretto: Marjan Kozina, Ciril Kosmač und Severin Šali (ab 1964)

### Kantaten und Orchesterlieder
- Ballade von Petrica Kerempuh. Kantate nach Gedichten von Miroslav Krleža für Bass und Orchester (1939)
- Lepa Vida (Die schöne Vida). Kantate für drei Solisten und gemischten Chor (1939)
- Vier chinesische Miniaturen nach Texten chinesischer Dichter in Übersetzungen von Smiljan Samec (slowenisch) und Lili Novy (deutsch) für Singstimme und Orchester (1939/1940)
- Tlaka. Kantate nach Worten von Anton Aškerc für Soli, Chor und Orchester (1956)

### Orchester
- Kralj Matjaž (König Mathias). Sinfonische Dichtung (1926/1927)
- Suite (1930–1932)
- Sinfonie. Zyklus sinfonischer Dichtungen
  - I. Ilova gora (Der Ilov-Berg) (1947)
  - II. Padlim (Den Gefallenen) (1948)
  - III. Bela krajina (1946)
  - IV. Proti morju (Zum Meer) (1949)
- Na svoji zemlji (Auf eigenem Land). Suite nach der Musik aus dem gleichnamigen Film (1948)
- Davnina (Die Vorzeit). Erster Satz eines nicht realisierten sinfonischen Zklus „Novo mesto“ (1959/1960)
- Tanzsuite (1964)

### Kammermusik
- Streichquartett (1929)

### Klavier solo
- Divertimento (1946)
- Sonatina facile (1959)

### Lieder für Singstimme und Klavier
- Vier chinesische Miniaturen, Fassung für Singstimme und Klavier (1939/1940)
- Cigan (Zigeuner) nach Worten von Jovan Jovanović Zmaj (1940)
- Drei Lieder nach Gedichten von Srečko Kosovel (1951)
- Drei Lieder nach Gedichten von Lili Novy (1957)
- ABC. Kinderlieder (1958)
- Ausgewählte Lieder (1964)

### Musik zu Filmen
- S Titovimi brigadirji (Mit Titos Brigadieren). Dokumentarkurzfilm, Regie: France Kosmač (1947)
- Na svoji zemlji (Auf eigenem Land), Regie: France Štiglic (1948)
- Kekec, Regie: Jože Galet (1951); deutsche Synchronfassung als Peter und der Riese (BRD, 1956)
- Dolina miru (Tal des Friedens), Regie: France Štiglic (1956)
- Vraticu se (Ich komme wieder), Regie: Jože Galet (1957),

Zudem zahlreiche Chöre und Instrumentalstücke für Kinder. Ab 1943 Lieder und Chorsätze für und über die Partisanenbewegung (u. a. Obroč!, 1944; Partizanski samospevi für Gesang und Klavier, 1945; Fünf Partisanenlieder für Männerchor, 1946) sowie nach dem Kriegsende im Rahmen der politischen Ansprüche der kommunistischen Tito-Regierung (u. a. Titos Brigadiere für Chor und Klavier, 1948; Belakrainer Kinderlieder für Pionierchor, 1954), wobei sich diese Themen in den Stücken auch überschneiden.

## CD-Diskographie (Auswahl)
- Sinfonie, Suite Na svoji zemlji – Slowenische Philharmonie; Sinfonieorchester des Slowenischen Rundfunks, Dirigent: Marko Munih – auf: Marjan Kozina. Simfonija (RTV SLO, 2001)
- Moj osliček, Kekčeva pesem, Mojčina pesem, Suite Na svoji zemlji, Hej tovariši, Ilova gora, Bela krajina – Irena Bratuž, Tomaž Tozon und Rezka Kotnik (Gesang), Kinderchor der Slowenischen Philharmonie, Kammerchor und Kammerorchester des Slowenischen Rundfunks, Sinfonieorchester des Slowenischen Rundfunks, Dirigenten: Kruno Cipci, Marko Munih, Lior Shambadal – auf: Marjan Kozina. Na svoji zemlji (Ars Slovenica, 2006)
- Ekvinokcij – Miro Brajnik (Tenor), Bogdana Stritar (Alt), Ladko Korošec (Bass), Vilma Bukovec (Sopran) u. a., Chor und Orchester der Oper Ljubljana, Dirigent: Demetrij Žebre – auf: Marjan Kozina. Ekvinokcij (2 CD, RTV SLO, 2007)[5]
- Naša vojska (Unsere Armee), Nismo se uklonili (Wir haben uns nicht gebeugt) – Partizanski pevski zbor Ljubljana – auf: Partizanski pevski zbor. Najboljše pesmi (RTV SLO, 2014)
- Bela krajina – Slowenische Philharmonie, Dirigent: Marko Munih  – auf: Klasika Slovenia. Skladbe za orkester. 1. Del (RTV SLO, 2015)